# موشيه مان
موشيه مان (بالعبرية: משה מן‏) هو موسيقي إسرائيلي، ولد في 13 أبريل 1907 في Turka, Ukraine ‏ في أوكرانيا، وتوفي في 17 أكتوبر 2004 في إسرائيل.